# Кулча
Кулча (рум. Culcea) — село у повіті Марамуреш в Румунії. Входить до складу комуни Секелешень.
Село розташоване на відстані 399 км на північний захід від Бухареста, 11 км на південь від Бая-Маре, 87 км на північ від Клуж-Напоки.

## Населення
За даними перепису населення 2002 року у селі проживали 618 осіб. Усі жителі села рідною мовою назвали румунську.
Національний склад населення села:
| Національність | Кількість осіб | Відсоток |
| -------------- | -------------- | -------- |
| румуни         | 580            | 93,9%    |
| цигани         | 38             | 6,1%     |